# Флаг Синт-Эстатиуса
Флаг Синт-Эстатиуса — официальный символ Синт-Эстатиуса (нидерл. Sint Eustatius) — острова в Карибском море в составе Наветренных островов (архипелага Малые Антильские острова), общины Нидерландов, которая не входит ни в одну из нидерландских провинций, но вместе с двумя другими общинами на Малых Антильских островах составляет нидерландское владение Бонайре, Синт-Эстатиус и Саба, также называемое Карибскими Нидерландами.

## Описание
Утверждён 16 ноября 2004 года Советом острова Синт-Эстатиуса, когда страна ещё была частью Нидерландских Антильских островов в исторический день для Синт-Эстатиуса, когда 228 лет назад Форт Оранж (Oranje) впервые приветствовал пушечными выстрелами прибывший сюда корабль под флагом Республики Соединённых Провинций Нидерландов.
Флаг имеет прямоугольную форму с цветами: синий, красный, белый, золотой и зелёный. Пропорции: ширина-длина = 2:3.
Флаг Синт-Эстатиуса разделён на четыре синих пятиугольника, в центре — ромб алмазной формы, где на белом поле изображён силуэт острова зеленого цвета. В центре в верхней части алмаза пятиконечная золотая звезда.
Окантовка — красного цвета.
Символика флага многозначна.
- Красный цвет символизирует энергию народа.
- Синий и белый — море и песок.
- Синий цвет — символ надежды, также символизирует Карибское море.
- Зелёный цвет — символ богатой природы Синт-Эстатиуса, привлекающей сюда много туристов и, таким образом, имеющей важное значение для настоящего и будущего острова.
- В центре изображение главного ориентира острова — зелёной двуглавой горы Маунт-Мазинга (600 м), древнего потухшего вулкана с кратером.

Автор флага — художник Зувена Суаре (Zuwena Suares).